# Les Démons du Missouri
Les Démons du Missouri est le quatrième album de la série de bande dessinée La Jeunesse de Blueberry de Jean-Michel Charlier (scénario), Colin Wilson (dessin) et Janet Gale (couleurs). Publié en 1985, c'est le premier du cycle de Quantrill (deux tomes).

## Résumé
Blueberry dirige une compagnie de soldats nordistes à la frontière du Missouri et du Kansas. Il explique à l'un de ses hommes que l'allégeance de ces deux États américains est connue, le premier appuyant les États confédérés d'Amérique et le deuxième soutenant l'Union, mais que les habitants appuient les sudistes ou les nordistes. Pour démontrer son affirmation, sa compagnie est attaquée par des hommes armés qui s'enfuient après avoir tué plusieurs soldats nordistes.
De retour au fort Scott, Blueberry y rencontre le sénateur Jim Lane, « Un faux prêcheur ! Un demi-fou sanguinaire ! » selon le commandant du fort, le colonel Totten. Il explique également que la compagnie de Blueberry a probablement été attaquée par Quantrill : « Faux fédéré ! Faux unioniste ! Mais un VRAI OUTLAW ! » Selon Totten, Quantrill commande « une bande de quatre cents irréguliers missouriens enragés ». Toujours selon Totten, Lane commande des jayhawkers (« Expression irlandaise pour désigner des pillards »). Il fait aussi appel à Charles Jennison, meneur des red legs, qui « pille [et] massacre indifféremment sudistes et nordistes ». Selon Totten, si Quantrill est tué, les massacres se termineront.
Il ordonne à Blueberry de trouver le repaire de Quantrill. Blueberry doute de ses chances de succès, car il est nouveau dans le coin, mais Totten réplique qu'il n'est pas connu des espions de Quantrill. Il a donc une chance de le découvrir. Blueberry demande alors tous les rapports sur Quantrill pour étudier son modus operandi. Après plusieurs heures d'études, il en conclut que Quantrill se réfugie probablement dans les « monts Ozarks », « une région sauvage, déserte, truffée de canyons et de grottes ».
Blueberry, parti discrètement de nuit, tente de trouver une couverture plausible pour se promener dans la région des monts Ozarks. C'est ainsi qu'il rencontre Nugget, propriétaire d'un trading post, qui lui apprend qu'il n'y a pas de travail dans la région, sauf dans l'armée. Blueberry mentionne qu'il souhaite faire de la prospection minière. Ses paroles ont été entendues par un prospecteur de passage, Mel, qui lui propose un emploi.
Le soir dans une chambre, les deux discutent : « Que vas-tu chercher exactement à Iron City ? » Mel se doute que Blueberry sait manier une arme, alors que lui recherche son frère qui a disparu près d'Iron City. Les deux s'entendent et quittent le lendemain en direction d'Iron City, malgré les avertissements de Nugget. Alors qu'ils circulent dans une forêt puis près d'une gorge, ils sont pris à partie par des tireurs embusqués. Pendant que Blueberry défile rapidement et seul dans la gorge, un tireur provoque une explosion qui fait ébouler « des centaines de tonnes de roc » sur sa tête. 
Une heure plus tard et à l'abri des éboulements, Blueberry se dirige sur le plateau qui surplombe la gorge pour découvrir qui a agi. Les tueurs embusqués « se sont tirés ». En inspectant un endroit, il comprend que Nugget a annoncé sa venue. Sachant les tueurs partis, Blueberry fait signe à Mel de s'avancer dans la gorge, le protégeant d'en haut. Pour s'approcher d'Iron City, les deux font « d'incroyables crochets pour contourner ravines et obstacles », Blueberry se doutant qu'il y a d'autres guetteurs sur le chemin qui y mène.
Près d'Iron City, Mel souhaite aller voir de près une maison où une lumière brille, mais Blueberry le retient, car ils ignorent s'il s'agit vraiment de son frère. Profitant du sommeil de Blueberry, Mel s'est dirigé vers la maison de nuit. C'est seulement le lendemain matin que Blueberry découvre son absence, ainsi qu' « une carte à grande échelle d'Iron City ». Dans la ville, Mel, capturé par des hommes armés, est questionné. Blueberry explore du regard les ruines et découvre plusieurs tireurs embusqués parmi les maisons en ruine.
Usant de ruse, il parvient à s'approcher du saloon, l'endroit qui était éclairé le soir d'avant. Faisant exploser des charges, Blueberry provoque la sortie de plusieurs hommes du saloon, ce qui lui permet de délivrer Mel. Pour échapper aux hommes qui les pourchassent, les deux s'enfuient vers le grenier du saloon, bien que les planches sous leur pieds menacent de se briser. Ayant trouvé refuge dans le grenier, les deux se reposent en attendant le lendemain.
Le soir de la même journée, Quantrill s'approche du saloon en compagnie d' « au moins deux cents hommes ». Pendant qu'il prend son repas en compagnie de ses subalternes, il apprend que les « deux suspects » qui sont parvenus jusqu'à Iron City ne sont toujours pas capturés. Blueberry, descendu du grenier, a attentivement écouté leur discussion. Après quelques minutes, il remonte chercher Mel et l'incite à quitter rapidement le grenier du saloon, car il a « truffé d'explosifs tout le haut du saloon ! ».
Lorsque le saloon explose, les deux s'éloignent en profitant de l'agitation et des « passages les plus sombres ». Les hommes de Quantrill, fouillant les débris du saloon, le découvrent vivant : il s'était réfugié sous la table, faite de chêne massif. De son côté, Blueberry mène Mel à leur cachette puis au plateau rocheux, sachant que des hommes à Quantrill doivent en surveiller l'accès dans les deux sens. Près de l'un des rebords, il attache une corde et l'utilise pour descendre plus bas, qu'il atteint après s'être laissé tomber dans des arbres. 
De retour au trading post, il s'introduit dans une grange où se trouvent deux chevaux. Son entrée a cependant été entendue par Nugget, laquelle se poste à une fenêtre pour tirer sur le cavalier qui sortira de la grange. Blueberry monte une mise en scène : il lance l'un des chevaux sur lequel se trouve un mannequin. Nugget, ayant tiré toutes les balles de son fusil à répétition sur le mannequin, Blueberry en profite pour s'éloigner au galop. Après une nuit de chevauchée, il envoie un télégramme au colonel Totten, mais un homme de Lane l'intercepte par hasard.
Pendant la journée, Blueberry s'installe dans la demeure du télégraphiste. Le soir, il croit ouvrir à des hommes de Totten, mais se retrouve face à Jim Lane, qui lui ordonne de lui révéler où se trouve Quantrill. Blueberry, menacé d'être exécuté, amène Lane et ses hommes vers Iron City. Il fait un crochet au trading post pour mettre en garde Nugget. 
Arrivés à la gorge, Blueberry met en garde les hommes de Lane contre les éboulements provoqués par des charges explosives. Alors qu'ils tentent de trouver un passage en longeant le plateau, une corde lestée d'une pierre s'abat près d'eux : Mel a vu leur arrivée. Après que Blueberry a escaladé la paroi avec une corde sur l'épaule, des hommes armés suivent. Ils contournent ainsi le dispositif défensif de Quantrill. 
Arrivés dans le dos d' « au moins cinquante tireurs », les hommes armés les abattent sans sommation. La passe n'étant plus « protégée », les autres hommes de Lane s'y avancent pour déboucher près d'Iron City. Voyant la ville en feu, Lane est furieux : « Où diable sont-ils ? » Mel lui répond qu'ils se sont cachés sous terre, dans l'un des puits de mine. Blueberry indique qu'il possède une carte de tous les accès, Lane l'oblige à la lui donner, puis ordonne que tous les accès soient minés, au désarroi de Blueberry : « Vouer ces hommes à une mort atroce, sans même leur laisser une chance ! »
Quelques heures après, tous les accès souterrains ont été bouchés à la suite des explosions. Blueberry est libre de partir, mais se promet de dénoncer au colonel Totten les agissements de Lane.

## Personnages principaux
- Blueberry : lieutenant de cavalerie envoyé en mission pour découvrir le repaire de Quantrill et sa bande.
- Mel : vieil homme à la recherche de son frère[26].
- William C. Quantrill : sudiste à la tête d'une bande de pillards et de tueurs qui dévastent le Kansas[27].
- Jim Lane : un « fou sanglant »[28] qui a juré de mettre fin aux agissements de Quantrill. Sénateur américain, il « jouit de l'appui de Lincoln »[28].